# Hành Minh
Hành Minh là một xã thuộc huyện Nghĩa Hành, tỉnh Quảng Ngãi, Việt Nam.
Xã Hành Minh có diện tích 9,61 km², dân số năm 1999 là 5427 người, mật độ dân số đạt 565 người/km².